# Campionati del mondo Ironman 70.3 del 2009
La gara valida per i Campionati del mondo Ironman 70.3 del 2009 si è svolta a Clearwater in Florida in data 14 novembre 2009. La competizione è stata sponsorizzata da Foster Grant e organizzata dalla World Triathlon Corporation.
Tra gli uomini ha vinto il tedesco Michael Raelert, mentre tra le donne si è laureata campionessa del mondo ironman 70.3 la britannica Julie Dibens .
Si è trattata della 4ª edizione dei campionati mondiali di Ironman 70.3, che si tengono annualmente dal 2006.

## Ironman 70.3 - Risultati dei Campionati

### Uomini
| Pos. | Tempo   | Nome              | Paese       | Ripartizione tempi | Ripartizione tempi | Ripartizione tempi | Ripartizione tempi | Ripartizione tempi |
| Pos. | Tempo   | Nome              | Paese       | Nuoto              | T1                 | Bici               | T2                 | Corsa              |
| ---- | ------- | ----------------- | ----------- | ------------------ | ------------------ | ------------------ | ------------------ | ------------------ |
|      | 3:34:04 | Michael Raelert   | Germania    | 21:58              | 1:55               | 1:59:35            | 1:32               | 1:09:06            |
|      | 3:36:34 | Daniel Fontana    | Italia      | 21:55              | 1:53               | 1:59:30            | 1:27               | 1:12:00            |
|      | 3:37:50 | Matthew Reed      | Stati Uniti | 21:59              | 2:08               | 1:59:09            | 1:25               | 1:13:11            |
| 4    | 3:38:02 | Sylvain Sudrie    | Francia     | 21:57              | 1:54               | 1:59:41            | 2:02               | 1:12:47            |
| 5    | 3:38:19 | Joe Gambles       | Regno Unito | 22:19              | 2:05               | 1:58:58            | 1:27               | 1:13:24            |
| 6    | 3:40:16 | Kevin Collington  | Stati Uniti | 22:10              | 2:04               | 2:00:33            | 1:54               | 1:13:32            |
| 7    | 3:40:16 | Luke Bell         | Australia   | 22:01              | 1:58               | 1:59:24            | 2:20               | 1:15:15            |
| 8    | 3:40:19 | Alberto Casadei   | Italia      | 22:05              | 2:15               | 1:59:13            | 2:06               | 1:15:03            |
| 9    | 3:40:31 | Leon Griffin      | Australia   | 22:22              | 1:54               | 1:59:09            | 2:02               | 1:12:26            |
| 10   | 3:41:37 | Brian Fleischmann | Stati Uniti | 21:38              | 1:53               | 2:01:06            | 2:24               | 1:15:20            |

### Donne
| Pos. | Tempo   | Nome               | Paese       | Ripartizione tempi | Ripartizione tempi | Ripartizione tempi | Ripartizione tempi | Ripartizione tempi |
| Pos. | Tempo   | Nome               | Paese       | Nuoto              | T1                 | Bici               | T2                 | Corsa              |
| ---- | ------- | ------------------ | ----------- | ------------------ | ------------------ | ------------------ | ------------------ | ------------------ |
|      | 3:59:33 | Julie Dibens       | Regno Unito | 23:48              | 2:11               | 2:07:15            | 1:44               | 1:24:37            |
|      | 4:03:49 | Mary Beth Ellis    | Stati Uniti | 24:05              | 2:10               | 2:10:58            | 1:56               | 1:24:42            |
|      | 4:05:27 | Magali Tisseyre    | Canada      | 25:34              | 2:21               | 2:15:17            | 1:45               | 1:20:32            |
| 4    | 4:05:33 | Caroline Steffen   | Svizzera    | 25:18              | 2:18               | 2:08:30            | 2:02               | 1:26:48            |
| 5    | 4:07:39 | Laura Bennett      | Stati Uniti | 24:03              | 2:04               | 2:17:06            | 1:27               | 1:22:43            |
| 6    | 4:08:17 | Michellie Jones    | Australia   | 25:35              | 2:13               | 2:15:22            | 1:54               | 1:23:17            |
| 7    | 4:09:34 | Sarah Groff        | Stati Uniti | 23:41              | 2:14               | 2:16:08            | 2:20               | 1:25:56            |
| 8    | 4:13:16 | Amanda Stevens     | Stati Uniti | 23:45              | 2:15               | 2:13:30            | 2:06               | 1:32:03            |
| 9    | 4:15:04 | Karin Thuerig      | Svizzera    | 30:51              | 3:06               | 2:10:39            | 2:02               | 1:28:08            |
| 10   | 4:15:52 | Georgie Rutherford | Regno Unito | 25:59              | 3:02               | 2:18:41            | 2:24               | 1:26:12            |

## Ironman 70.3 - Risultati della serie
Le gare di qualifica al Campionato del mondo Ironman 70.3 si sono svolte nei 12 mesi che precedono tale evento.

### Uomini
| Evento          | Oro                 | Tempo   | Argento             | Tempo   | Bronzo               | Tempo   |
| Longhorn        | Richie Cunningham   | 3:49:44 | Joe Gambles         | 3:50:40 | Alberto Casadei      | 3:51:49 |
| Clearwater      | Terenzo Bozzone     | 3:40:10 | Andreas Raelert     | 3:40:42 | Richie Cunningham    | 3:41:47 |
| Sudafrica       | Raynard Tissink     | 4:02:04 | Fraser Cartmell     | 4:04:07 | Konstantin Bachor    | 4:04:50 |
| Pucon           | Oscar Galíndez      | 3:57:26 | Reinaldo Colucci    | 3:59:21 | Daniel Fontana       | 4:01:53 |
| Geelong         | Craig Alexander     | 3:50:51 | David Dellow        | 3:53:02 | Luke Bell            | 3:53:52 |
| Singapore       | Craig Alexander     | 3:47:23 | Chris McCormack     | 3:50:41 | Simon Thompson       | 3:54:27 |
| California      | Matthew Reed        | 3:51:50 | Andy Potts          | 3:53:36 | Ronnie Schildknecht  | 3:54:14 |
| New Orleans     | Brent McMahon       | 3:52:08 | Chris McCormack     | 3:54:33 | Timothy O'Donnell    | 3:55:08 |
| Cina            | Chris McCormack     | 4:04:44 | Luke McKenzie       | 4:23:34 | Mark Jansen          | 4:38:11 |
| St. Croix       | Timothy O'Donnell   | 4:02:36 | Igor Amorelli       | 4:03:38 | Richie Cunningham    | 4:05:45 |
| Florida         | Dirk Bockel         | 3:54:25 | Luke Bell           | 3:54:28 | Santiago Ascenco     | 3:56:10 |
| Austria         | Chris McCormack     | 3:54:15 | Marino Vanhoenacker | 3:54:18 | Massimo Cigana       | 3:56:22 |
| Hawaii          | Craig Alexander     | 4:02:52 | Chris Lieto         | 4:05:34 | Luke McKenzie        | 4:11:58 |
| Svizzera        | Ronnie Schildknecht | 3:54:30 | Mike Aigroz         | 3:56:10 | Alessandro Degasperi | 3:57:47 |
| Boise           | Craig Alexander     | 3:51:46 | Chris Lieto         | 3:51:48 | Joe Gambles          | 3:56:24 |
| Kansas          | Luke Bell           | 3:49:35 | Timothy O'Donnell   | 3:50:44 | Paul Matthews        | 3:53:20 |
| Regno Unito     | Phillip Graves      | 4:15:58 | Stephen Bayliss     | 4:19:41 | Fraser Cartmell      | 4:20:37 |
| Eagleman        | Terenzo Bozzone     | 3:51:11 | Richie Cunningham   | 3:51:27 | Michael Lovato       | 3:56:51 |
| Buffalo Springs | Paul Matthews       | 4:01:26 | Leon Griffin        | 4:03:02 | Simon Thompson       | 4:05:54 |
| Rhode Island    | Michael Lovato      | 3:54:39 | Richie Cunningham   | 3:54:50 | Cameron Brown        | 3:54:53 |
| Vineman         | Joe Gambles         | 3:49:18 | Simon Thompson      | 3:53:38 | Leon Griffin         | 3:57:01 |
| Steelhead       | Andy Potts          | 3:54:38 | Andrew Starykowicz  | 3:56:44 | Kieran Doe           | 3:59:31 |
| Anversa         | Marino Vanhoenacker | 3:41:46 | Paul Matthews       | 3:45:22 | Bert Jammer          | 3:46:35 |
| Calgary         | Timothy O'Donnell   | 3:55:28 | Ben Hoffman         | 4:02:51 | Jamie Whyte          | 4:03:58 |
| Germania        | Sebastian Kienle    | 4:04:34 | Michael Raelert     | 4:05:25 | Mathias Hecht        | 4:05:52 |
| Lake Stevens    | Joe Gambles         | 3:56:36 | Jeffrey Symonds     | 4:03:46 | Justin Park          | 4:07:26 |
| Timberman       | Andy Potts          | 3:51:19 | Alberto Casadei     | 3:58:52 | Massimo Cigana       | 3:59:32 |
| Filippine       | Terenzo Bozzone     | 3:51:25 | Chris McCormack     | 3:52:18 | Cameron Brown        | 3:52:31 |
| Brasile         | Santiago Ascenço    | 3:47:09 | Igor Amorelli       | 3:52:21 | Fabio Carvalho       | 3:54:00 |
| Monaco          | Axel Zeebroek       | 4:15:16 | Michael Weiss       | 4:19:37 | Tyler Butterfield    | 4:20:10 |
| Muskoka         | Craig Alexander     | 3:58:04 | Richie Cunningham   | 4:02:02 | Paul Matthews        | 4:03:52 |
| Cancun          | Oscar Galindez      | 4:10:22 | Paul Ambrose        | 4:15:22 | Igor Amorelli        | 4:18:43 |
| Augusta         | Greg Bennett        | 3:47:07 | Chris Legh          | 3:49:27 | Brian Fleischmann    | 3:50:44 |
| Putrajaya       | Jan Řehula          | 4:01:19 | Domenico Passuello  | 4:01:53 | Cameron Watt         | 4:03:52 |

### Donne
| Evento          | Oro                 | Tempo   | Argento             | Tempo   | Bronzo            | Tempo   |
| Longhorn        | Lisa Bentley        | 4:20:15 | Pip Taylor          | 4:23:49 | Annie Gervais     | 4:28:12 |
| Clearwater      | Joanna Zeiger       | 4:02:49 | Mary Beth Ellis     | 4:04:07 | Becky Lavelle     | 4:07:32 |
| Sudafrica       | Lucie Zelenková     | 4:46:40 | Heleen bij de Vaate | 4:57:00 | Claire Kinsley    | 4:59:26 |
| Pucon           | Heather Gollnick    | 4:28:58 | Linsey Corbin       | 4:29:24 | Amanda Stevens    | 4:40:50 |
| Geelong         | Samantha Warriner   | 4:14:33 | Yvonne van Vlerken  | 4:15:25 | Rebekah Keat      | 4:17:35 |
| Singapore       | Jodie Swallow       | 4:19:10 | Andrea Hewitt       | 4:30:24 | Tereza Macel      | 4:30:41 |
| California      | Mirinda Carfrae     | 4:25:02 | Sarah Groff         | 4:25:23 | Leanda Cave       | 4:25:43 |
| New Orleans     | Natasha Badmann     | 4:17:50 | Catriona Morrison   | 4:18:43 | Joanna Zeiger     | 4:22:25 |
| Cina            | Amanda Balding      | 5:28:55 | Gemma Keogh Peters  | 5:53:40 | Jutta Wessling    | 5:59:52 |
| St. Croix       | Catriona Morrison   | 4:32:38 | Mirinda Carfrae     | 4:35:21 | Caitlyn Snow      | 4:40:44 |
| Florida         | Leanda Cave         | 4:15:29 | Joanna Lawn         | 4:23:42 | Magali Tisseyre   | 4:24:07 |
| Austria         | Sandra Wallenhorst  | 4:28:46 | Lucie Zelenkova     | 4:30:03 | Caroline Steffen  | 4:31:50 |
| Hawaii          | Belinda Granger     | 4:26:08 | Samantha McGlone    | 4:38:02 | Rhae Shaw         | 4:46:08 |
| Svizzera        | Sarah Schütz        | 4:28:26 | Erika Csomor        | 4:29:03 | Simone Benz       | 4:33:36 |
| Boise           | Magali Tisseyre     | 4:12:29 | Linsey Corbin       | 4:20:58 | Samantha McGlone  | 4:25:10 |
| Kansas          | Chrissie Wellington | 4:14:52 | Pip Taylor          | 4:19:42 | Joanna Lawn       | 4:20:44 |
| Regno Unito     | Catriona Morrison   | 4:40:14 | Julie Dibens        | 4:43:02 | Bella Bayliss     | 4:44:02 |
| Eagleman        | Mirinda Carfrae     | 4:13:28 | Natascha Badmann    | 4:17:01 | Desiree Ficker    | 4:24:50 |
| Buffalo Springs | Amy Marsh           | 4:33:36 | Kelly Williamson    | 4:35:04 | Joanna Lawn       | 4:36:37 |
| Vineman         | Pip Taylor          | 4:20:04 | Tyler Stewart       | 4:21:34 | Dede Griesbauer   | 4:23:29 |
| Steelhead       | Samantha Warriner   | 4:17:57 | Leanda Cave         | 4:25:12 | Nina Craft        | 4:26:22 |
| Anversa         | Sofie Goos          | 4:08:07 | Belinda Granger     | 4:08:25 | Delphine Pelletie | 4:09:47 |
| Calgary         | Mirinda Carfrae     | 4:11:05 | Magali Tisseyre     | 4:21:05 | Catriona Morrison | 4:21:30 |
| Germania        | Yvonne van Vlerken  | 4:42:46 | Tiina Boman         | 4:44:47 | Eva Janssen       | 4:47:40 |
| Lake Stevens    | Becky Lavelle       | 4:28:16 | Heather Wurtele     | 4:29:24 | Michellie Jones   | 4:31:07 |
| Timberman       | Chrissie Wellington | 4:15:11 | Catriona Morrison   | 4:17:07 | Magali Tisseyre   | 4:23:54 |
| Filippine       | Lisa Bentley        | 4:24:29 | Gina Kehr           | 4:26:11 | Charlotte Paul    | 4:31:26 |
| Brasile         | Vanessa Gianinni    | 4:29:35 | Heather Gollnick    | 4:30:58 | Pamela Tastets    | 4:36:58 |
| Monaco          | Christel Robin      | 4:47:20 | Marion Lorblanchet  | 4:51:59 | Jeanne Collonge   | 4:52:27 |
| Muskoka         | Mirinda Carfrae     | 4:24:48 | Rebeccah Wassner    | 4:29:34 | Kelly Couch       | 4:36:29 |
| Cancun          | Michellie Jones     | 4:41:48 | Daniela Sämmler     | 4:53:33 | Katherine Baker   | 4:55:54 |
| Augusta         | Laura Bennett       | 4:18:36 | Kelly Williamson    | 4:18:42 | Desiree Ficker    | 4:20:47 |
| Putrajaya       | Rachael Paxton      | 4:30:47 | Katya Meyer         | 4:36:17 | Erin O'Hara       | 4:37:33 |

## La serie
La serie di gare di Ironman 70.3 del 2009 consta di 34 competizioni che danno la qualifica ai Campionati del mondo di Ironman 70.3. Alcune tra queste gare forniscono la qualifica anche all'Ironman Hawaii.
| Data              | Evento                                       | Località                                                 |
| ----------------- | -------------------------------------------- | -------------------------------------------------------- |
| 5 ottobre 2008    | Longhorn Ironman 70.3 Austin                 | Austin, Stati Uniti d'America                            |
| 8 novembre 2008   | Foster Grant Ironman World Championship 70.3 | Clearwater, Stati Uniti d'America                        |
| 18 gennaio 2009   | Spec-Savers Ironman 70.3 South Africa        | Municipalità metropolitana di Buffalo City, Sudafrica    |
| 18 gennaio 2009   | Cristal Ironman 70.3 Pucon                   | Pucon, Cile                                              |
| 8 febbraio 2009   | Snap Ironman 70.3 Geelong                    | Geelong, Australia                                       |
| 22 marzo 2009     | Aviva Ironman 70.3 Singapore                 | Singapore                                                |
| 4 aprile 2009     | Ironman 70.3 California                      | Oceanside (California), Stati Uniti d'America            |
| 5 aprile 2009     | Ochsner Ironman 70.3 New Orleans             | New Orleans, Stati Uniti d'America                       |
| 19 aprile 2009    | Ironman 70.3 China                           | Haikou, Hainan, Cina                                     |
| 3 maggio 2009     | St. Croix Ironman 70.3                       | Saint Croix, Isole Vergini Americane                     |
| 17 maggio 2009    | Ironman 70.3 Florida                         | Orlando, Stati Uniti d'America                           |
| 24 maggio 2009    | Ironman 70.3 Austria                         | Sankt Pölten, Austria                                    |
| 30 maggio 2009    | Ironman 70.3 Hawaii                          | Kohala, Isola di Hawaii, Stati Uniti d'America           |
| 7 giugno 2009     | Ironman 70.3 Switzerland                     | Rapperswil-Jona, Svizzera                                |
| 13 giugno 2009    | Ironman 70.3 Boise                           | Boise, Stati Uniti d'America                             |
| 14 giugno 2009    | Ironman 70.3 Kansas                          | Lawrence, Stati Uniti d'America                          |
| 14 giugno 2009    | U.K. Ironman 70.3                            | Wimbleball, Regno Unito                                  |
| 14 giugno 2009    | Eagleman Ironman 70.3                        | Cambridge, Maryland, Stati Uniti d'America               |
| 28 giugno 2009    | Ironman 70.3 Buffalo Springs Lake            | Lubbock, Texas, Stati Uniti d'America                    |
| 12 luglio 2009    | Amica Ironman 70.3 Rhode Island              | Providence, Stati Uniti d'America                        |
| 19 luglio 2009    | Vineman Ironman 70.3                         | Contea di Sonoma, Stati Uniti d'America                  |
| 1º agosto 2009    | Whirlpool Ironman 70.3 Steelhead             | Benton Harbor, Michigan, Stati Uniti d'America           |
| 2 agosto 2009     | Antwerp Ironman 70.3                         | Anversa, Belgio                                          |
| 2 agosto 2009     | Ironman 70.3 Calgary                         | Calgary, Canada                                          |
| 16 agosto 2009    | Ironman 70.3 Germany                         | Wiesbaden, Germania                                      |
| 16 agosto 2009    | Ironman 70.3 Lake Stevens                    | Lake Stevens, Stato di Washington, Stati Uniti d'America |
| 23 agosto 2009    | Timberman Ironman 70.3                       | Gilford, Stati Uniti d'America                           |
| 23 agosto 2009    | Cobra Ironman 70.3 Philippines               | Camarines Sur, Filippine                                 |
| 29 agosto 2009    | Ironman 70.3 Brazil                          | Penha, Santa Catarina, Brasile                           |
| 6 settembre 2009  | Monaco Ironman 70.3                          | Principato di Monaco                                     |
| 13 settembre 2009 | Subaru Ironman 70.3 Muskoka                  | Huntsville, Ontario, Canada                              |
| 20 settembre 2009 | Cancun Ironman 70.3                          | Cancún, Messico                                          |
| 27 settembre 2009 | Ironman 70.3 Augusta                         | Augusta, Stati Uniti d'America                           |
| 4 ottobre 2009    | Ironman 70.3 Putrajaya                       | Putrajaya, Malaysia                                      |

## Medagliere competizioni
| Pos. | Paese         | Oro | Argento | Bronzo |    |
| ---- | ------------- | --- | ------- | ------ | -- |
| 1    | Australia     | 22  | 19      | 15     | 56 |
| 2    | Stati Uniti   | 11  | 18      | 14     | 43 |
| 3    | Regno Unito   | 7   | 6       | 5      | 18 |
| 4    | Nuova Zelanda | 5   | 2       | 7      | 14 |
| 5    | Canada        | 4   | 3       | 4      | 11 |
| 6    | Svizzera      | 3   | 2       | 4      | 9  |
| 7    | Belgio        | 3   | 1       | 1      | 5  |
| 8    | Brasile       | 2   | 3       | 3      | 8  |
| 9    | Germania      | 2   | 3       | 2      | 7  |
| 10   | Rep. Ceca     | 2   | 1       | 0      | 3  |
| 11   | Argentina     | 2   | 0       | 0      | 2  |
| 12   | Paesi Bassi   | 1   | 2       | 1      | 4  |
| 13   | Francia       | 1   | 1       | 2      | 4  |
| 14   | Sudafrica     | 1   | 0       | 1      | 2  |
| 15   | Lussemburgo   | 1   | 0       | 0      | 1  |
| 16   | Italia        | 0   | 2       | 5      | 7  |
| 17   | Singapore     | 0   | 1       | 1      | 2  |
| 18   | Austria       | 0   | 1       | 0      | 1  |
| 19   | Finlandia     | 0   | 1       | 0      | 1  |
| 20   | Ungheria      | 0   | 1       | 0      | 1  |
| 21   | Bermuda       | 0   | 0       | 1      | 1  |
| 22   | Cile          | 0   | 0       | 1      | 1  |